# ブラックカラント作戦
ブラックカラント作戦 (Operation Blackcurrant) は、英国海軍が1947年の冬に実施した、平時の作戦である。この間、備蓄石炭の欠乏や、輸送網に対する寒波の影響によって、発電所に送られる燃料が不足し、多くの発電所が操業停止や発電量削減に追い込まれた。英国海軍は、ブラックカラント作戦の実施を潜水艦部隊に許可することによって、これに応えた。この作戦では、港やドックに碇泊させたディーゼル発電機搭載の潜水艦を用いて、沿岸の町や造船所に補助電力を提供した。2月には状況が改善し、発電所は充分な燃料供給を受け始めた。

## 背景
英国では、1947年1月下旬から寒冷・豪雪期が始まり、3月まで続いた。この間同国は、当時の発電所における主な動力源たる石炭の不足による損害をも受けた。これは、第二次世界大戦の影響で石炭備蓄量が少なかったためでもあるが、政府が全英炭鉱労働者組合作成の楽観的な生産報告に依拠したことにも起因していた。
寒波により、暖を取るために石炭・電力需要が通常以上に上昇した。同時に、備蓄石炭が固く凍結したため、石炭を発電所に送ることが困難になった。石炭が利用できた場所でも、多くの道路が通行不能に陥って輸送困難になった。また、石炭を積んだ75万両の鉄道貨車は雪で立ち往生し、時化により石炭船による輸送もできなくなった。燃料不足により、多くの発電所が操業停止や発電量削減に追い込まれた。電力消費量削減に向けた取り組みの中で、燃料動力大臣のエマニュエル・シンウェルは工業用電力供給を完全遮断すると共に、全国の家庭用電力供給を1日当たり19時間に制限した。テレビ放送は完全に停止し、ラジオ放送は減少し、一部の雑誌は発行停止を命じられ、新聞は4ページに削減された。

## 作戦
シンウェルの施策にもかかわらず燃料供給は不充分なままで、国内の広範囲にわたって停電が起こった。バッキンガム宮殿や議事堂、ロンドンの中央電力庁の職員ですら、蝋燭の明かりによる勤務を強いられた。英国海軍は、ブラックカラント作戦の開始によって応えた。この作戦では、利用可能な全ての潜水艦を港やドックに繋留し、艦載ディーゼル発電機を電力供給源として使用した。同作戦は、海軍所有の基地であるプリマスのデヴォンポート工廠やケント州のチャサム工廠に電力を供給するために用いられた。作戦の一環として、T級潜水艦トラキュレントは、電力を街へ供給するためにブライトンに配備された。潜水艦の乗組員にとって、この任務は決して快適とはいえないものであった。それは、潜水艦のディーゼルエンジンが一定の空気の流れを必要としたことから、冷えてすき間風の入る状況での作業が要求されたためである。2月27日には海の荒れ具合が改善した。100隻を超える石炭船が何とか発電所で荷を降ろし、燃料危機は緩和した。